# Amata grahami
Amata grahami är en fjärilsart som beskrevs av Obraztsov 1966. Amata grahami ingår i släktet Amata och familjen björnspinnare. Inga underarter finns listade i Catalogue of Life.